# Stazione di Bernalda
Stazione di Bernalda vasútállomás Olaszországban, Bernalda településen.

## Vasútvonalak
Az állomást az alábbi vasútvonalak érintik:
- Potenza-Brindisi-vasútvonal

## Kapcsolódó állomások
A vasútállomáshoz az alábbi állomások vannak a legközelebb:
- Stazione di Metaponto
- Stazione di Pisticci